# Franciszek Siemiradzki

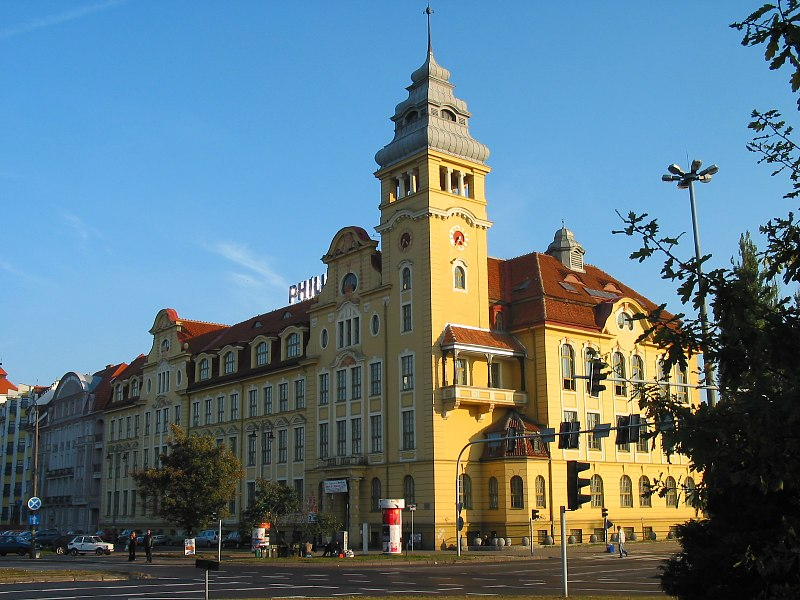
Państwowa Szkoła Przemysłowa w Bydgoszczy, w której dyrektorem w latach 1920–1939 był Franciszek Siemiradzki

Franciszek Sylwester Jerzy Siemiradzki (ur. 31 grudnia 1869?/12 stycznia 1870 w Nowogródku, zm. 22 stycznia 1948 w Bydgoszczy) – inżynier mechanik, dyrektor Państwowej Szkoły Przemysłowej w Bydgoszczy (1923–1939).

## Życiorys
Syn Franciszka i Zofii z domu Szalewicz. Absolwent Męskiego Gimnazjum Realnego w Kielcach. Od czerwca 1890 studiował 2 semestry na Wydziale Fizyczno-Matematycznym Uniwersytetu Moskiewskiego, po czym we wrześniu 1891 złożył egzamin do Cesarskiej Wyższej Szkoły Technicznej w Moskwie, w której studia skończył 31 maja 1897, otrzymując dyplom i tytuł inżyniera-mechanika. 
Pracę zawodową podjął w 1898, początkowo w Zarządzie Kolei Mikołajewskiej w Petersburgu, gdzie pełnił funkcję kontrolera-mechanika służby ruchu i telegrafów. Rok później objął stanowisko kierownika stacji elektrycznej w Cesarskim Michajłowskim Teatrze w Petersburgu, a w 1902 został przeniesiony do Głównego Zarządu Kolei przy Ministerstwie Dróg i Komunikacji. W 1905 otrzymał tytuł radcy, zaś trzy lata później został zaliczony do specjalistów w zakresie kierownictwa robót i doradztwa technicznego budownictwa dróg kolejowych. 
W latach 1909–1917 pracował w Zarządzie Kolei, nadzorując m.in. budowę Południowych Kolei Żelaznych i otrzymał tytuł inżyniera państwowego VI rangi oraz radcy dworu. Był także lektorem Wydziału Budowlanego Żeńskiego Instytutu Politechnicznego w Petersburgu oraz okresowo zajmował się nadzorowaniem zasilania i instalacji elektrycznej w Maryjskiej Cesarskiej Operze. W latach 1917–1921 kierował Szlisselburską Fabryką Prochu i Materiałów Wybuchowych, a następnie wrócił do Polski i zamieszkał w rodzinnym Nowogródku. Od kwietnia do lipca 1922 był nauczycielem w Państwowej Szkole Budowy Maszyn im. H. Wawelberga i S. Rotwanda w Warszawie, a następnie objął stanowisko ministerialnego wizytatora szkół zawodowych. Jako wizytator odwiedził również bydgoską Państwową Szkołę Przemysłu Artystycznego, która została zlikwidowana 1 sierpnia 1923, a w jej miejsce powołano Państwową Szkołę Przemysłową, również średniego stopnia, lecz ukierunkowaną na kształcenie zawodowe. 1 stycznia 1924 został jej dyrektorem i w związku z tym zamieszkał na stałe w Bydgoszczy. 

## Działalność w Bydgoszczy
Przypadła mu w udziale organizacja tej szkoły i jej urządzenie. Początkowo zorganizowano dwa wydziały: chemiczno-cukrowniczy i młynarski, a później funkcjonujące na zasadzie wydziałów: Szkołę Graficzną i Szkołę Rzemieślniczo-Przemysłową. Szkoła dysponowała 11 salami wykładowymi, własnymi warsztatami, biblioteką nauczycielską i uczniowską, dobrze wyposażonymi w pomoce naukowe gabinetami i pracowniami. Okresowo utrzymywała także bursę przy ul. Nowodworskiej 11, w której zamieszkali uczniowie spoza Bydgoszczy. Rzadkością w skali kraju była własna szkolna drukarnia. W 1936 przeprowadził kolejną reorganizację szkoły, likwidując wydziały i tworząc w ich miejsce Gimnazjum Mechaniczne. Państwowa Szkoła Przemysłowa była znana z dobrej organizacji pracy dydaktyczno-wychowawczej i wzorowego wyposażenia technicznego. 
Oprócz pracy na stanowisku dyrektora szkoły, Franciszek Siemiradzki przez 12 lat był członkiem Rady Miejskiej w Bydgoszczy, gdzie reprezentował Narodowy Blok Gospodarczy. Przez 5 lat pełnił także funkcję radcy bydgoskiej Izby Przemysłowo-Handlowej oraz był członkiem zarządu Towarzystwa Handlu Morskiego i Techniki Portowej w Gdyni. Zaangażował się w utworzenie szkoły o tym profilu kształcenia zawodowego. Ponadto uczestniczył w działalności kilku organizacji społecznych i zawodowych. Piastował funkcję pierwszego, długoletniego prezesa bydgoskiego Oddziału Stowarzyszenia Techników Polskich, którego zebrania odbywały się w pomieszczeniach szkoły, którą kierował. Współpracował z bydgoskimi ogniwami Ligi Obrony Przeciwlotniczej i Przeciwgazowej oraz Polskiego Białego Krzyża. 
Po wybuchu II wojny światowej opuścił Bydgoszcz. Całą okupację zamieszkiwał w Brdowie pod Kołem w majątku swoich przyjaciół. Do Bydgoszczy powrócił 13 kwietnia 1945 r. Przystąpił wówczas do reaktywowania szkoły, obejmując stanowisko jej dyrektora. Wkrótce Państwowe Szkoły Przemysłowe, którymi kierował tworzyły Gimnazja: Mechaniczne, Elektryczne i Chemiczne. Potem powołano również Gimnazja: Miernicze i Budowlane.
Franciszek Siemiradzki cieszył się wielkim autorytetem – ceniony był za fachowość oraz nienaganną kulturę osobistą, a także zyskał sobie także uznanie uczniów.
Zmarł 22 stycznia 1948 w Bydgoszczy, w wieku 78 lat. Pochowano go na Cmentarzu Starofarnym przy ul. Grunwaldzkiej.

## Życie prywatne
Franciszek Siemiradzki od 1897 był żonaty z Teofilą Joanną z d. Przygodzką. Miał dwoje dzieci: Franciszka Adama Konrada (ur. 1899) i Mieczysławę. W Bydgoszczy zamieszkiwał przy ul. Świętej Trójcy 37/1.

## Ordery i odznaczenia
- Krzyż Kawalerski Orderu Odrodzenia Polski (19 stycznia 1947)[2]
- Złoty Krzyż Zasługi (dwukrotnie: 16 stycznia 1930[3], 13 maja 1933[4])
- Medal Dziesięciolecia Odzyskanej Niepodległości (1930)
- Brązowy Medal za Długoletnią Służbę (1938)
- Order św. Anny III i II klasy (Imperium Rosyjskie, 1906, 1915)
- Order św. Stanisława III i II klasy (Imperium Rosyjskie, 1904, 1910)
- Medal Pamiątkowy 300-lecia dynastii Romanowych (Imperium Rosyjskie, 1913)

## Upamiętnienie
Franciszek Siemiradzki od 1989 jest patronem Zespołu Szkół Mechanicznych nr 1 w Bydgoszczy, mieszczącym się w budynku dawnej Państwowej Szkoły Przemysłowej, której był długoletnim dyrektorem.